# Laila in Haifa
Laila in Haifa (hebräischer Titel: לילות חיפה, dt. etwa „Nacht in Haifa“) ist ein israelisch-französischer Spielfilm von Amos Gitai aus dem Jahr 2020. Die Tragikomödie, für die der Regisseur auch das Drehbuch mitverfasste, begleitet fünf israelische und palästinensische Frauen eine Nacht lang in einen Club in Haifa. 
Die Uraufführung soll am 8. September 2020 im Rahmen des Wettbewerbs der 77. Internationalen Filmfestspiele von Venedig stattfinden.

## Handlung
Haifa, in der Gegenwart: Das Fattoush, ein Nachtclub mit angrenzender Galerie für zeitgenössische Kunst, ist ein Zufluchtsort für die unterschiedlichsten Menschen. Hier treffen Juden, Muslime, Schwule, Heterosexuelle und Transvestiten aufeinander, mit den unterschiedlichsten Ansichten – von radikal bis gemäßigt. Eine Nacht lang begleitet der Film fünf Frauen, deren Geschichten sich miteinander verweben. So trifft Gil bei der Ausstellung eines militanten israelischen Fotografen auf die Leiterin der Kunstgalerie, Laila. Im Fattoush entfaltet sich ein facettenreicher Mikrokosmos, der Frauen ein friedliches Versteck, Schutz vor Mobbing und vor der Arroganz der Männer bietet.

## Hintergrund
Laila in Haifa ist das insgesamt 66. Filmprojekt von Regisseur Amos Gitai. Er drehte es in seiner Geburtsstadt Haifa und setzte dabei auf ein Schauspielensemble aus israelischen und arabischen Darstellern. Produziert wurde der Film von Laurent Truchots und Amos Gitais Firma Agav Films in Zusammenarbeit mit der französischen CDP von Catherine Dussart.
Der weibliche Vorname Laila existiert sowohl in der arabischen als auch der hebräischen Sprache. Das Wort kann im Hebräischen auch mit „Nacht“ übersetzt werden.
Rechtehändler im Weltvertrieb für den Film ist HanWay Films. Ein Trailer wurde am 8. September 2020 veröffentlicht.

## Auszeichnungen
Mit Laila in Haifa konkurrierte Amos Gitai zum siebten Mal um den Goldenen Löwen, den Hauptpreis der Filmfestspiele von Venedig. Ebenso war der Film für den Queer Lion nominiert. Gitais Regiearbeit blieb in Venedig unprämiert.